# First Division (Malta) 1912/13
Die First Division 1912/13 war die dritte Spielzeit in der Geschichte der höchsten maltesischen Fußballliga. Meister wurde zum dritten Mal der FC Floriana.

## Modus
Die Saison wurde in einer einfachen Runde ausgetragen. Für einen Sieg gab es zwei Punkte, für ein Unentschieden einen und für eine Niederlage keinen Punkt.

## Abschlusstabelle
| Pl. | Verein                | Sp. | S | U | N | Tore    | Quote | Punkte | Anmerkungen      |
| --- | --------------------- | --- | - | - | - | ------- | ----- | ------ | ---------------- |
| 1.  | FC Floriana (M)       | 6   | 6 | 0 | 0 | 021:000 | ∞     | 12:0   |                  |
| 2.  | Ħamrun Spartans       | 6   | 5 | 0 | 1 | 029:500 | 5,80  | 10:20  |                  |
| 3.  | Sliema Wanderers      | 6   | 4 | 0 | 2 | 014:110 | 1,27  | 08:40  |                  |
| 4.  | Melita Vittoriosa (N) | 6   | 3 | 0 | 3 | 007:160 | 0,44  | 06:60  |                  |
| 5.  | Msida Rangers (N)     | 6   | 2 | 0 | 4 | 003:100 | 0,30  | 04:80  |                  |
| 6.  | FC St. George’s       | 6   | 1 | 0 | 5 | 003:900 | 0,33  | 02:10  |                  |
| 7.  | Senglea Shamrocks (N) | 6   | 0 | 0 | 6 | 002:280 | 0,07  | 0:12   |                  |
| 8.  | Valletta United       | 0   | 0 | 0 | 0 | 000:000 | 1,00  | 0:0    | Disqualifikation |

Platzierungskriterien: 1. Punkte – 2. Torquotient
| Zum Saisonende 1912/13:                   |                                                                    |
| Maltesischer Meister 1912/13: FC Floriana |                                                                    |
|                                           |                                                                    |
| Zum Saisonende 1911/12:                   |                                                                    |
| (M)                                       | Amtierender Meister: FC Floriana                                   |
| (N)                                       | Neuaufsteiger: Melita Vittoriosa, Msida Rangers, Senglea Shamrocks |

## Kreuztabelle
| 1912/13           | FC Floriana | ĦAM | Sliema Wanderers | Melita Vittoriosa | MSI | FC St. George’s | SEN |
| ----------------- | ----------- | --- | ---------------- | ----------------- | --- | --------------- | --- |
| FC Floriana       |             | 2:0 | 3:0              | 8:0               | 2:0 | 3:0             | 3:0 |
| Ħamrun Spartans   | –           |     | 7:1              | 4:0               | 4:0 | 3:1             | 9:1 |
| Sliema Wanderers  | –           | –   |                  | 3:1               | 1:0 | 1:0             | 8:0 |
| Melita Vittoriosa | –           | –   | –                |                   | 3:0 | 1:0             | 2:1 |
| Msida Rangers     | –           | –   | –                | –                 |     | 1:0             | 2:0 |
| FC St. George’s   | –           | –   | –                | –                 | –   |                 | 2:0 |
| Senglea Shamrocks | –           | –   | –                | –                 | –   | –               |     |